# Laser a fluoruro di idrogeno
Il laser a fluoruro di idrogeno (HF) è un laser chimico, cioè un laser che sfrutta l'energia prodotta da una reazione chimica esotermica per ottenere la necessaria inversione di popolazione, anziché basarsi su un pompaggio ottico o elettrico come avviene nei laser tradizionali. Il laser HF può funzionare in modo pulsato oppure continuo, con una potenza dell'ordine dei megawatt. La radiazione laser emessa è nel vicino infrarosso (2,6–3,0 µm). Questa lunghezza d'onda viene assorbita dall'atmosfera, che attenua il raggio riducendone la portata, a meno che il laser non sia utilizzato nel vuoto. Se si usa deuterio al posto dell'idrogeno si ottiene il laser a fluoruro di deuterio (DF) che emette radiazioni infrarosse a circa 3,6–4,0 µm. Questa lunghezza d'onda non è assorbita in modo significativo dall'atmosfera, e quindi il laser DF è utilizzabile per usi terrestri.
L'emissione laser nel sistema a fluoruro di idrogeno è stata descritta per la prima volta nel 1967 da George C. Pimentel. Laser HF pulsati sono disponibili in commercio e sono usati per ricerche di spettroscopia. I laser continui sono usati solo in applicazioni militari, perché l'uso commerciale è impedito da motivi di sicurezza connessi con l'impiego di fluoro. Questo gas è infatti molto corrosivo, le reazioni utilizzate sono potenzialmente esplosive, e i prodotti delle reazioni sono difficili da smaltire. La più nota applicazione in campo militare è il laser MIRACL (Mid-Infrared Advanced Chemical Laser), che è del tipo DF.

## Principio di funzionamento
Lo schema di principio di un laser HF può essere descritto come segue. Nel caso più semplice il laser è alimentato con fluoro e idrogeno gassosi (F2 + H2), ma dato che il fluoro è pericoloso da maneggiare, in genere si preferisce ottenere fluoro dalla dissociazione di SF6 o NF3 tramite un arco elettrico. In ogni caso si scelgono le condizioni in modo da produrre una certa quantità di atomi di fluoro F. Appena formati, gli atomi di fluoro F reagiscono con l'idrogeno molecolare H2. Nella reazione si formano fluoruro di idrogeno e atomi di idrogeno:
F + H2 → *HF + H
l'idrogeno atomico prodotto in questa reazione reagisce a sua volta con il fluoro molecolare F2, formando fluoruro di idrogeno e fluoro atomico F:
H + F2 → *HF + F
La seconda reazione ripristina atomi di fluoro consumati dalla prima reazione. Si crea quindi una tipica reazione a catena che porta rapidamente alla formazione di una gran quantità di fluoruro di idrogeno.
Ai fini dell'emissione laser è essenziale il fatto che entrambe le reazioni siano fortemente esotermiche, e quindi ci sia energia sufficiente perché il fluoruro di idrogeno si formi in uno stato vibrazionalmente eccitato (l'asterisco di *HF denota la specie allo stato eccitato). 
Quando la reazione è fatta avvenire in una adatta cavità ottica si può avere emissione stimolata dalle molecole eccitate *HF, con conseguente emissione laser.
Va notato inoltre che l'energia vibrazionale delle varie molecole di *HF si distribuisce su vari livelli vibrazionali, e di conseguenza (1) è facile ottenere l'inversione di popolazione richiesta per l'emissione laser e (2) si possono avere più transizioni laser tra i livelli coinvolti, e quindi l'emissione non è monocromatica, ma avviene in un intervallo di lunghezze d'onda attorno a 2,8 µm.
Il funzionamento del laser DF è in linea di principio analogo a quello del laser HF, basta usare deuterio al posto dell'idrogeno. Dato che il deuterio è più pesante dell'idrogeno, i livelli vibrazionali della specie *DF sono meno spaziati in energia, e l'emissione laser avviene a energia inferiore, nell'intorno di 3,8 µm.